# Mihály Babits

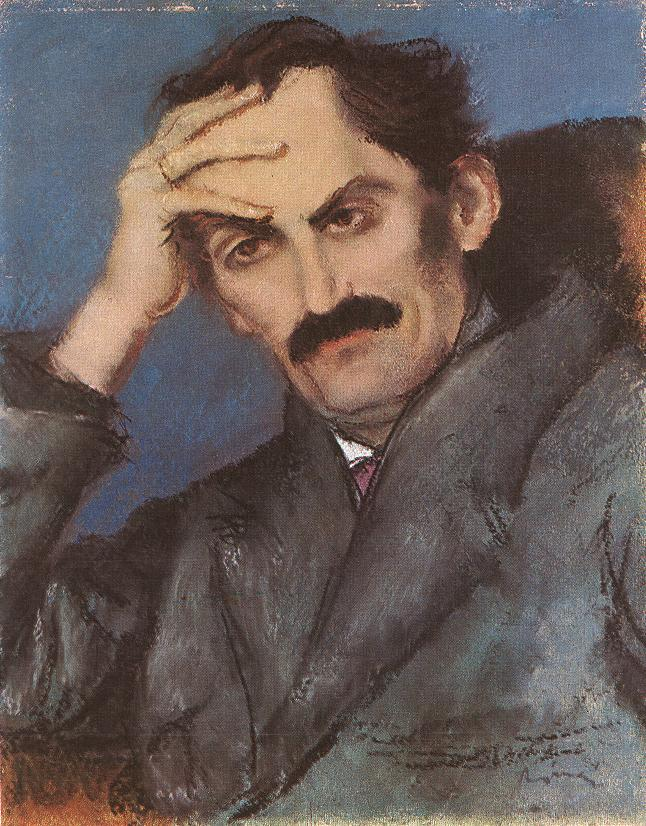
Mihály Babits

Mihály Babits de Szentistván (ur. 26 listopada 1883 w Szekszárdzie, zm. 4 sierpnia 1941 w Budapeszcie) – węgierski pisarz, tłumacz literatury i publicysta.

## Życiorys
Pochodził z rodziny szlacheckiej. Babits studiował w latach 1901-1905 filologię węgierską, francuską i łacińską na uniwersytecie w Budapeszcie, gdzie rozbudziły się jego zainteresowania filozofią Schopenhauera i Nietzschego. Podziwiał też swego nauczyciela László Négyesyego.
Po skończonych studiach pracował jako nauczyciel w Szegedzie (1906-1908), Fogarasie (1908-1911), Ujpeszcie (1911) i Budapeszcie (1912-1918). Oprócz tego tłumaczył literaturę m.in.: Sofoklesa, Goethego, Shakespeare’a, Wilde’a, Baudelaire’a i Dantego na węgierski, był również jednym z redaktorów czasopisma „Nyugat” (1916). W czasie rządów rad robotniczych na Węgrzech (1919) został profesorem budapeszteńskiego uniwersytetu, jednakże po klęsce rewolucji pozbawiono go tej funkcji.
W 1921 roku ożenił się z poetką Sophie Török (Ilona Tanner), w 1923 przeniósł się do Esztergomu (Ostrzyhomia) i w 1927 został członkiem Towarzystwa im. Kisfaludych. W 1937 zachorował na raka krtani, zmarł po czterech latach zmagań z chorobą w 1941. Wraz z jego śmiercią skończyła się w węgierskiej literaturze tzw. „Epoka „Nyugat”“.
W Szekszárdzie, w jego domu rodzinnym, znajduje się obecnie poświęcone mu muzeum, a w samym mieście jego dwa pomniki.

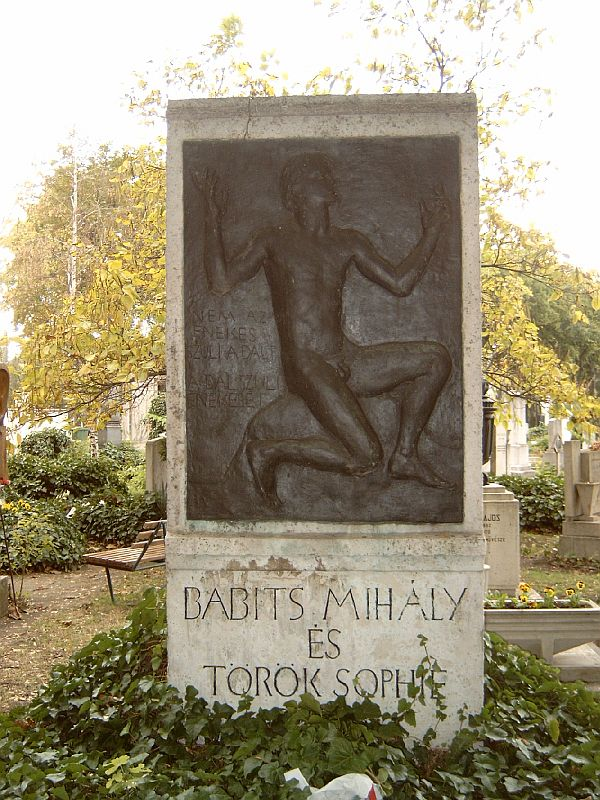
Nagrobek Babitsa na peszteńskim cmentarzu Kerepesi

## Twórczość
Jego poezja jest bardzo różnorodna, często wzniosła. Czasem jednak, gdy temat tego wymaga, jak np. w wierszu Rákospalota 23. Május, opisującym krwawe stłumienie demonstracji robotniczej w 1912, bywa ekspresjonistyczna. Również jego wiersze antywojenne (przeciw I wojnie) posługują się podobnymi środkami wyrazu. Babits był radykalnym pacyfistą. W swych powojennych wierszach dokonywał symbiozy pacyfizmu z katolicyzmem, łącząc je w głębokim humanizmie. Babits dostrzegał poezję jako narzędzie proroka i czuł się w moralnym obowiązku ostrzegania i kierowania czytelnikiem, co uwidacznia się np. we fragmencie: „gdyż, współwinny jest, kto w obliczu grzechu milczy“.

### Wybór dzieł
- Levelek Iris koszorújából, Wiersze 1909 (Liście z wianka Iris)
- Herceg, hátha megjön a tél is! Wiersze 1911 (Cóż książę, gdy będzie zima)
- Recitatív, Wiersze 1916 (Recytująco)
- A gólyakalifa, Powieść, Budapeszt 1916 (Kalif bocian)
- Irodalmi problémak, 1917 (Problemy literackie)
- A Nyugatalanság völgye, Wiersze 1920 (Dolina niepokoju)
- Karácsonyi Madonna, 1920
- Timár Virgil fia, Powieść 1922 (Syn Virgiliusa Timára)
- Kártyavár, Powieść 1924 (Domek z kart)
- Sziget és tenger, Wiersze 1925 (Wyspa i morze)
- Halál fiai, Powieść 1927 (Synowie śmierci)
- Az istenek halnak, az ember él, Wiersze 1929 (Bogowie umierają, człowiek żyje)
- Versenyt az esztendőkkel, Wiersze 1933 (Wyścig z biegiem lat)
- Elza pilóta vagy a tökéletes társadalom, Powieść 1933 (Pilotka Elsa, lub społeczeństwo doskonałe)
- Jónás könyve, opowiadania 1940 (Księga Jonasza)
- Az európai irodalom története, 1941 (Wiersze literatury europejskiej)